# Locomotiva FS E.332
Le locomotive E.332 sono state un gruppo di locomotive elettriche delle Ferrovie dello Stato alimentate a corrente alternata trifase a frequenza ferroviaria, utilizzate per la trazione dei treni viaggiatori tra il 1917 e il 1963.
Progettate e costruite parallelamente alle locomotive E.331, esse rappresentarono uno dei tentativi delle FS di estendere l'uso della trazione elettrica a corrente alternata trifase dalle linee di valico a quelle di pianura.
I loro deludenti risultati d'esercizio finirono per relegarle a un ruolo marginale, nel quale rimasero nonostante varie modifiche a cui furono sottoposte.

## Premesse
I brillanti risultati delle sperimentazioni e poi dell'esercizio regolare con il sistema di trazione a corrente alternata trifase, che nel 1912 avevano indotte le FS a ordinare quarantacinque locomotive del gruppo E.550 e 16 del gruppo E.330, spinsero il Servizio Materiale e Trazione FS a considerare la possibilità di rompere il monopolio progettuale e costruttivo della Società Italiana Westinghouse con l'acquisizione di due nuovi gruppi di locomotive per treni viaggiatori: le E.331 e le E.332.
A tal fine esso, nella primavera 1913, approntò il progetto della parte meccanica da utilizzare per entrambi i gruppi e, dopo lunghe trattative private, affidò un ordine per la costruzione di diciotto locomotive alla società Costruzioni di Macchine di Saronno. Esso fu diviso in due: quello, datato 14 dicembre 1913, di sei macchine da costruirsi secondo il progetto della parte meccanica predisposto dalle FS e con la parte elettrica progettata e costruita dagli Ateliers de Construction Oerlikon di Oerlikon (Zurigo), che dette origine al gruppo E.332; e un altro dell'inizio del 1914 per dodici macchine, destinate alla trazione di treni merci e con rodiggio E, che avrebbero dovuto costituire il nuovo gruppo 051 (E.551 secondo la classificazione del 1914). Queste ultime però non vennero costruite a causa della rescissione del contratto, avvenuta nella primavera del 1914 per motivi finora rimasti oscuri.
La numerazione nel gruppo 034 (0341-0346) prevista in origine non fu adottata. Tutte le macchine entrarono in servizio con la numerazione E.332.1-6, adottata nella primavera del 1914. La numerazione definitiva E.332.001-006, adottata nel 1917, fu applicata praticamente nel 1931.
Come in tutti i gruppi di locomotive del sistema a corrente alternata trifase la seconda cifra del numero di gruppo (034 e poi E.332) indicava le macchine con ruote di diametro maggiore ("a ruote alte") destinate ai treni viaggiatori.
Nella classificazione definitiva entrata in vigore nel 1917 la lettera E. indicava le locomotive elettriche, la prima cifra 3 indicava il numero delle sale motrici o delle sale accoppiate nel caso di macchine con trasmissione a bielle, la seconda 3 le macchine con "ruote alte" e la terza 2 il numero cronologico di progetto.
Le targhe di identificazione apposte sulle fiancate portavano, fuori norma, la marcatura FS 332.001 e seguenti priva della lettera E., probabilmente perché eseguite nel 1931 presso l'Officina Grandi Riparazioni di Rimini che, specializzate nelle lavorazioni sulle locomotive a vapore, forse erano prive della forma di fusione della lettera "E".

## Progetto

### Parte meccanica
Lo studio del rodiggio perseguì l'obiettivo di consentire un'agevole inscrizione in curva alle massime velocità specialmente sulle tortuose linee della Riviera Ligure (in particolare la Genova-Samperdarena-Savona, elettrificata il 1º settembre 1916).
Ispirandosi alla locomotiva E.3101 della francese Chemin de Fer du Midi fu utilizzato uno schema 2'C2' con trasmissione a bielle inclinate e alberi ausiliari. Tale scelta fu dettata dalla necessità di collegare i motori (ubicati nella parte centrale della cassa e del diametro di ben 2,14 m) evitando l'uso della biella a V brevettata montata sulle E.330.
L'uso dell'albero cavo fu fin dall'inizio fonte di slineamenti e di disturbi alla regolarità di marcia. Lo schema scelto inoltre generò un notevole aumento della massa della parte meccanica, con una potenza specifica di soli 21,5 kW/t.
L'aspetto esteriore, con una sola cassa contenente le due cabine di manovra, i motori e le apparecchiature elettriche e pneumatiche, fu simile a quello delle locomotive del gruppo E.331.

### Parte elettrica
Il circuito di trazione fu studiato e brevettato dagli ingegneri della Oerlikon. Esso prevedeva due collegamenti in cascata (a sei e a otto poli con vari tipi di collegamenti a stella e a triangolo) e due collegamenti in parallelo (a sei e a otto poli anch'essi con vari tipi di collegamenti, tutti a stella).
La commutazione avveniva su otto punti del circuito, portati dal rotore all'esterno tramite altrettanti anelli collettori.
Il reostato d'avviamento era di ghisa, diviso in 16 gradini e comandato da un commutatore elettropneumatico. Esso, insieme ai motori, necessitava di un energico raffreddamento, assicurato da due elettroventilatori della potenza complessiva di 12 kW.
Le difficoltà di raffreddamento generate anche dalla sua infelice collocazione furono spesso causa di guasti.

## Costruzione
Secondo il contratto il gruppo avrebbe dovuto essere consegnato entro il settembre del 1915. Ma l'entrata dell'Italia nella prima guerra mondiale spinse tutte le industrie a privilegiare le costruzioni di materiali militari, con conseguenti ritardi per quelle di materiali civili come le locomotive, e ciò giustifica il ritardo di circa due anni delle consegne, succedutesi come segue:
| Locomotiva | Data di consegna alle FS | Data di demolizione |
| ---------- | ------------------------ | ------------------- |
| E.332.001  | marzo 1917               | luglio 1964         |
| E.332.002  | luglio 1917              | agosto 1964         |
| E.332.003  | agosto 1917              | ottobre 1963        |
| E.332.004  | settembre 1917           | novembre 1963       |
| E.332.005  | settembre 1917           | agosto 1964         |
| E.332.006  | novembre 1917            | giugno 1964         |

La presenza, sulle targhe dei costruttori applicate a ogni macchina, dell'anno di costruzione "1915" induce a ritenere che all'inizio delle ostilità la costruzione fosse già molto avanzata.

## Caratteristiche
Secondo le specifiche di progetto le E.332 avrebbero dovuto sviluppare, come le altre locomotive alimentate a frequenza ferroviaria, quattro velocità che, alla tensione di 3700 V e alla frequenza di 16,7 Hz, avrebbero dovuto essere di 37, 50, 75 e 100 km/h. A esse si prevedeva dovesse corrispondere una forza di trazione di 88, 88, 93 e 59 kN.
Ma quei valori non furono raggiunti a causa di alcune assunzioni errate in sede di progetto della parte elettrica, specialmente riguardo alla combinazione con i motori in cascata. I difetti si manifestarono specialmente nelle due caratteristiche di marcia più basse.
A seguito delle modifiche del 1917-1918 esse, durante il primo periodo di servizio sulla linea succursale dei Giovi, potevano trainare autonomamente alla velocità di 75 km/h un treno di 230 t (ossia di cinque carrozze a carrelli Tipo 1921).
Sulla linea Genova-La Spezia, dal 1925 in poi, potevano trainare composizioni di massa fino a 410 t nelle prime tre caratteristiche di marcia, con prestazioni equivalenti a quelle delle E.333.
Nel dopoguerra, sulla Genova-La Spezia, alle velocità di 37 e 50 km/h fu assegnata una prestazione di 430 t, a quella di 75 km/h una di 400 t e a quella di 100 km/h una di 300 t.

## Modifiche
Al tempo del progetto e poi della costruzione il modulo dello scartamento normale della rete FS era di 1445 mm, e perciò il rodiggio delle E.332 fu costruito per circolare su linee che adottavano tale misura. Nel 1930, dopo lunghe sperimentazioni, le FS lo ridussero alla misura di 1435 mm ancora utilizzata. Pertanto tutti i veicoli entrati in servizio prima della riduzione del modulo citata quali vennero poi modificati se necessario, e tra essi tutte le unità del gruppo E.332.
A causa dei deludenti risultati iniziali le FS decisero, fin dal 1917, di chiedere alla Oerlikon di modificare l'equipaggiamento elettrico.
Verso il 1930 il Servizio Materiale e Trazione FS considerò la possibilità di una "trasformazione", che eliminasse i difetti congeniti del gruppo. Tuttavia tale trasformazione non fu mai effettuata.
Durante l'assegnazione al deposito di Torino il comando delle apparecchiature fu modificato da pneumatico in elettropneumatico, con conseguente semplificazione del lavoro del macchinista.
Statistiche degli inconvenienti d'esercizio del 1938 documentano che, nonostante i problemi richiamati, l'affidabilità complessiva del gruppo era ormai nella media di quella degli altri gruppi di locomotive trifasi.

## Esercizio

### Servizi
Dal 1917 al 1925 le E.332 prestarono servizio sulla Genova-Savona e sulla linea succursale dei Giovi.
Dal 1925 esse furono assegnate alla trazione dei treni passeggeri lungo la Riviera di Levante (linea Genova-La Spezia).
A seguito della contrazione del traffico generata dalla crisi economica del 1929 tutto il gruppo fu accantonato presso le Officine di Grande Riparazione di Rimini e vi rimase fino al 1934.
Dal 1934 tutte furono assegnate a Torino, dove trainarono treni leggeri, accelerati e diretti su tutte le linee pianeggianti o con modeste pendenze irradiantesi dal nodo. Occasionalmente prestarono servizi con treni destinati a Genova e a Savona.

### Depositi
Dal 1917 al 1921: Rivarolo Ligure.
Dal 1921 al 1925: Rivarolo Ligure e Genova Piazza Principe.
Dal 1925 al 1931: Genova (Terralba).
Poco prima dell'accantonamento presso le Officine di Grande Riparazione di Rimini una macchina fu assegnata al deposito di Firenze, presumibilmente per corse di prova verso Pistoia e sulla Porrettana.
Dal 1934: Torino.
Dal 1961 fino alla radiazione: Savona.

## Influenza
Il gruppo E.332 costituì, insieme all'E.331, l'ultimo capitolo della collaborazione fra le FS e l'industria svizzera nell'ambito della trazione elettrica trifase.
Nonostante la modesta consistenza e i risultati d'esercizio discutibili il gruppo E.332 fu citato in un testo di alta divulgazione degli anni sessanta.

## Soprannomi
Le E.332, come le E.331, furono soprannominate "Assassini" e "Casse da morto" a causa di incidenti mortali generati dalla collocazione delle apparecchiature elettriche (particolarmente l'interruttore principale, raffreddato con olio) alle spalle delle cabine di manovra senza protezioni adeguate in caso di esplosione.

## Conservazione museale
Nessuna unità è stata conservata.

### Fonti a stampa
- Andrea Carminati, Locomotori elettrici Gruppo E.331 e E.332. Cenni preliminari, in Rivista tecnica delle ferrovie italiane, vol. 7, n. 6, 1915,  pp. 245–246 e tav. XX-XXI f. t..
- Ferrovie dello Stato. Direzione generale. Servizio Trazione, Album dei tipi delle locomotive ed automotrici. Aggiornato al 31 dicembre 1922, Firenze, Ferrovie dello Stato, 1923,  tav. E 332.
- Pietro Verole, La grande trazione elettrica, Milano, Hoepli, 1926.
- Pietro Verole e Andrea Carminati, L'equipaggiamento elettrico dei nuovi locomotori polifasi a grande velocità 2-C-2 Gr. E.332 delle F.S. italiane, in Rivista tecnica delle ferrovie italiane, vol. 13, n. 3, 1918,  pp. 97–110 e tav. XV-XX f. t., n. 4, pp. 135–145 e tav. XXI-XXVI f. t..
- Pietro Verole e Baldovino Marsili, La costituzione elettro-meccanica dei nuovi locomotori trifase a grande velocità 2-C-2 delle F.S., in Rivista tecnica delle ferrovie italiane, a. 5, 10 (1916), n. 5, pp. 213–237 e tav. XX-XXIX f. t.

### Storiografia e complementi
- Amici del trifase [testi: José Banaudo, Michel Braun], A vent'anni dal trifase, Pinerolo, Alzani, 1996,  pp. 31 e 40-42.
- Giovanni Cornolò, Locomotive elettriche FS, Parma, Ermanno Albertelli, 1994,  pp. 109-114, ISBN 88-85909-97-3.
- Giovanni Cornolò e Martin Gut, Ferrovie trifasi nel mondo. 1895-2000, Parma, Ermanno Albertelli, 2000, ISBN 88-87372-10-1, pp. 290–295.
- Mario Loria, Storia della trazione elettrica ferroviaria in Italia, tomo 1, Firenze, Giunti-Barbèra, 1971,  pp. 127–133, 139-142.
- Erminio Mascherpa, Cenerentole del trifase, in I treni oggi, 13 e 14, 132 e 133, 1992 e 1993,  pp. 20–26 e 20–28.
- Michele Mìngari, Gian Franco Ferro e Franco Dell'Amico, Viaggio in trifase. 75 anni di corrente alternata FS, Milano, ACME, 2009, ISBN 978-88-96759-07-3.
- Claudio Pedrazzini, Storia dell'elettrificazione e dei locomotori trifasi F.S., Brescia, Club Fermodellistico Bresciano, 2017, pp. 166-172, ISBN 978-88-942040-7-0.